# Phloiotrya granicollis
Phloiotrya granicollis is een keversoort uit de familie zwamspartelkevers (Melandryidae). De wetenschappelijke naam van de soort werd in 1898 gepubliceerd door Georg Karl Maria Seidlitz.